# 约阿希姆·德赖夫克
约阿希姆·德赖夫克（德語：Joachim Dreifke，1952年12月26日—），德国男子赛艇运动员。他曾代表东德参加1976年和1980年夏季奥林匹克运动会赛艇比赛，获得一枚金牌和一枚铜牌。